# Red Mercury Island
Red Mercury Island (Maori Whakau) ist die zweitgrößte Insel der Inselgruppe der Mercury Islands, die mit ihren sieben Inseln zu Neuseeland gehört.

## Geographie
Die Inselgruppe, zu der die Insel gehört, befindet sich nordöstlich der Coromandel Peninsula im Norden der Nordinsel von Neuseeland. Innerhalb der Inselgruppe stellt sie mit 2,25 km² die zweitgrößte Insel dar und liegt östlich der andere sechs Inseln, knapp 8 km östlich von Great Mercury Island, die mit Abstand die größte Insel der Gruppe darstellt. Red Mercury Island erstreckt sich über 2,63 km in Nordwest-Südost-Richtung und misst an seiner breitesten Stelle rund 1,77 km. Die höchste Erhebung befindet sich an den Klippen der Nordostseite und kommt mit dem Te Rengarenga auf eine Höhe von 150 m. Die nächstliegende Nachbarinsel ist Double Island (Moturehu), rund 1 km westlich entfernt.
Administrativ zählt die Insel mit der Inselgruppe zu der Region Waikato.

## Geologie
Red Mercury Island ist wie die anderen sechs Inseln der Inselgruppe der Mercury Islands vulkanischen Ursprungs. Die gesamte Insel, die von Norden nach Süden abfällt, besitzt überall Steilküsten, die im Süden zur Te Roroi Bay und zur Bucht Von Luckners Cove (in Erinnerung an Felix Graf von Luckner benannt) im Ostteil der Insel flacher ausfallen. An den südöstlichen Steilküsten der Insel haben sich durch Auswaschungen einige Höhlen gebildet. Der größte Teil der Regenmengen fließt nach Süden zur Te Roroi Bay ab.

## Besitzverhältnisse
Die Insel befindet sich staatlicher Hand, war ursprünglich Teil des Hauraki Gulf Maritime Parks und ist heute Teil des im Jahr 2000 neu gegründeten Hauraki Gulf Marine Park.

## Flora und Fauna
Auf der Insel leben über 500 verschiedene Species von Pflanzen, wirbellosen Tieren, Reptilien und Vögel. Trotz der relativen Nähe zum Festland unterscheiden sich viele von ihnen von denen der Coromandel Peninsula, dessen Küste nur knapp 14 km entfernt liegt.
Im Jahr 1983 wurden auf der Insel 12 Exemplare des Zwergkiwi, der in Neuseeland Little spotted Kiwi genannt wird, ausgesetzt. Sie entwickelten sich gut und so konnten im Jahr 2016 auf Red Mercury Island rund 70 Vögel gezählt werden.